# Silvânia
</ref>
| altitude = 999
| clima = Tropical de altitude
| sigla_clima = 
| idh = 0.709 
| data_idh = PNUD/2010
| pib = 1 397 667,5868 mil
| data_pib = IBGE/2023
| pib_per_capita = 62830,64
| data_pib_per_capita = IBGE/2023
| site = www.silvania.go.gov.br
}}
Silvânia é um município brasileiro do estado de Goiás. Está localizado na “Região da Estrada de Ferro”. Teve sua origem no período da mineração. Mineiros que vieram de Santa Luzia, hoje Luziânia, trouxeram para Silvânia uma imagem de nosso senhor do Bonfim, surgindo então o arraial de Bonfim, posteriormente denominada Silvânia. O nome Bonfim foi alterado para Silvânia, em 1943, em homenagem à família Silva, de Vicente Miguel da Silva e seus descendentes, que ocupavam cargos de grande prestígio na cidade e no Brasil.

## História
Silvânia teve início por volta do ano de 1774, com a descoberta de lavras de ouro na região. Isso atraiu aventureiros de diversas regiões, inclusive da Bahia, os quais trouxeram consigo uma imagem de Nosso Senhor do Bonfim, o qual deu nome ao arraial que ali surgira. Somente no ano de 1833, a capelinha do arraial de Nosso Senhor do Bonfim recebeu o título de paróquia. O arraial recebeu o título de vila em 2 de abril de 1833. A vila obteve o foro  de cidade em 5 de outubro de 1857 através de uma resolução  da província de Goiás. A primeira escola pública de Silvânia foi criada em 1829, e Joaquim Gomes Pinto, seu primeiro professor. A educação ganhou destaque no município com a vinda das escolas Salesianas, o Ginásio Anchieta em 1926 e o Instituto Auxiliadora em 1937. O nome Bonfim, foi alterado para Silvânia em 1943, em homenagem à família  Silva, de Vicente Miguel da Silva e seus descendentes, que ocupavam cargos de grande prestígio na cidade. Do município de Silvânia, foram desmembrados alguns municípios: Vianópolis, Leopoldo de Bulhões, São Miguel do Passa Quatro, Bela Vista de Goiás e Gameleira de Goiás. Silvânia continua sendo um importante polo comercial e educacional da região da estrada de ferro.
Silvânia foi centro educacional do Estado. Em 1919 o então prefeito, Francisco de Assis Moraes, inaugurou o primeiro grupo escolar da cidade. O poeta Leo Lynce trabalhou na cidade, e Ursulino Leão e Afonso Félix de Sousa estudaram no Ginásio Anchieta. Aldair Aires viveu seus últimos anos de vida na cidade. Escritores da cidade: Antonio Americano do Brasil, Salomão Sousa, Antonio da Costa Neto, André de Leones, Hilda Magalhães, Edmar Camilo Cotrim, Inácio José de Paula e Cavalin, Leonice José Correa de Siqueira Jacob dos Santos, entre outros. Em 2018, foi criada a Academia de Literatura, Artes e História de Silvânia - ALAHS, sendo eleita a historiadora Cida Sanches como primeira presidente.

## Economia
Sua economia é baseada na pecuária, agricultura e produção de tijolos.
A organização rural é destaque nacional, isto pela participação efetivas dos produtores da Agricultura Familiar e Empresarial nas organizações como a Central de Associações; Coopersil, Cretitag-Silvânia; Sindicato dos Trabalhadores Rurais e, como participação decisivas nas ações do Território Estrada de Ferro
Cidade criada na época da exploração do ouro, contribuiu para a formação de grandes figuras do Estado com o Ginásio Anchieta e Instituto Auxiliadora.

## Turismo

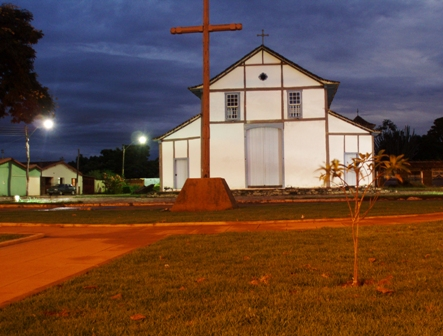
Igreja Nosso Senhor do Bonfim.

Elementos turísticos: Igreja do Senhor do Bonfim, com mais de duzentos anos, as regiões marcadas pela exploração do ouro, como crateras originadas de tal exploração, a Igreja de São Sebastião, que fica no bairro que leva o mesmo nome, o Cristo, na chegada da cidade.

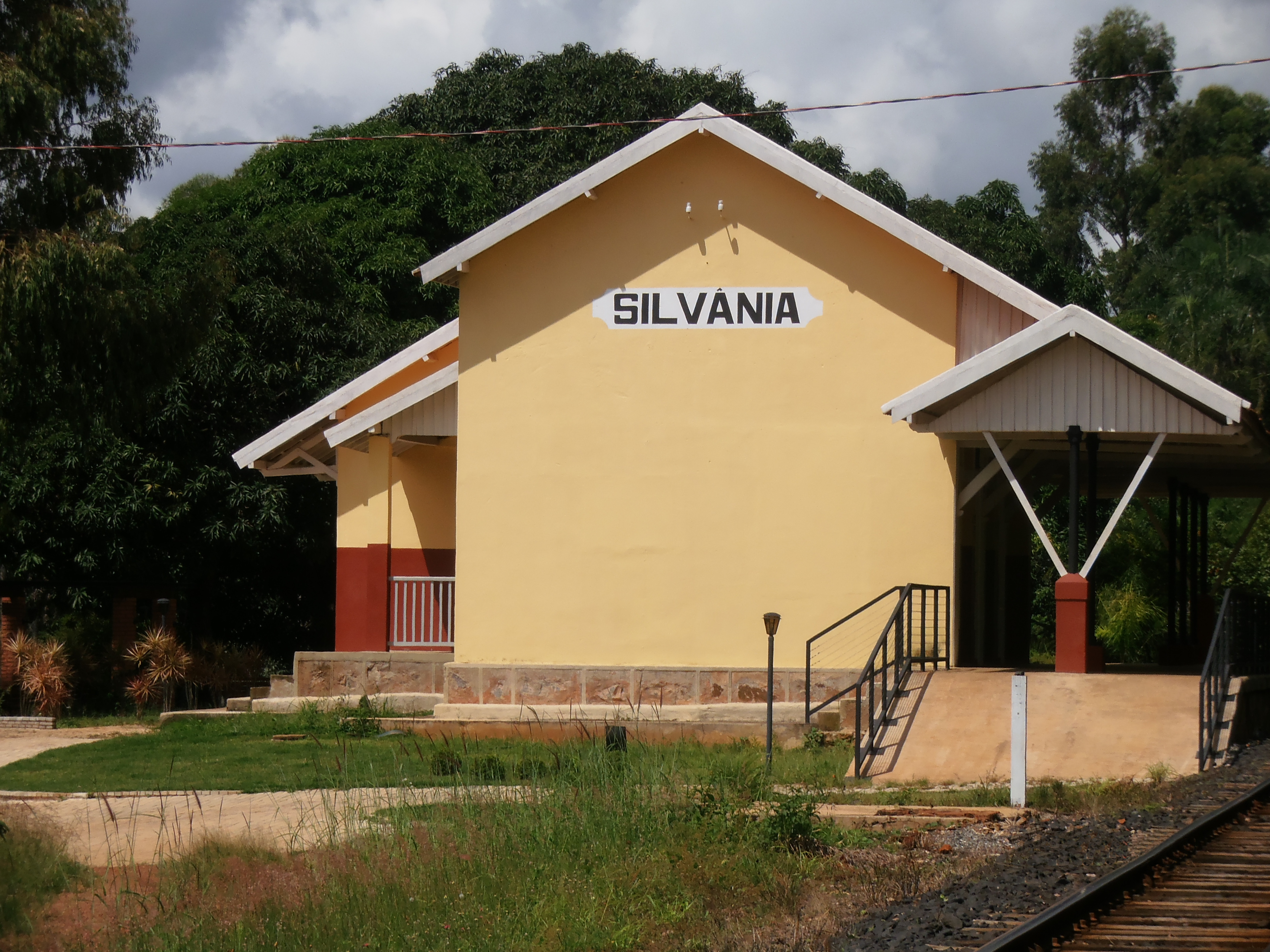
Estação Ferroviária Silvânia

Outro ponto turístico é a Estação de trem Silvânia (antiga  Caturama) que foi inaugurada em 03/05 de 1930. Foi restaurada e revitalizada pelo Iphan-GO em agosto de 2013 e desde então manteve-se bem cuidada e aberta a visitação de maneira informal. Em 2019 o Governo de Goiás anunciou  planos para volta do funcionamento dos trens na Estrada de Ferro Goiás para turismo, incluindo passar na cidade de Silvânia, porém até o momento ainda não foi colocado em prática.

## Bairros
- Bairro Conselheiro Manoel Caetano
- Bairro Pedrinhas
- Bairro Maria de Lourdes
- Bairro Baú
- Bairro Nossa Senhora de Fátima
- Bairro São Sebastião
- Bairro St. Antônio
- Setor Central
- Setor Industrial
- Con.Hab. São Sebastião
- Resd. Beira do Lago
- Resd. Deco Corrêa
- Resd. Jorge Barroso
- Resd. Park Anchieta
- Resd. São Judas Tadeu
- Resd. Anhanguera
- Bairro Leonides Cotrim " Vila Mutirão "
- Bairro Nosso Senhor do Bonfim
- Resd. Jardim Ipê
- Setor Sul
- Jardim Daiana
- Bairro Sêneca Lobo